# St.-Ewalds-Kirche Bodstedt

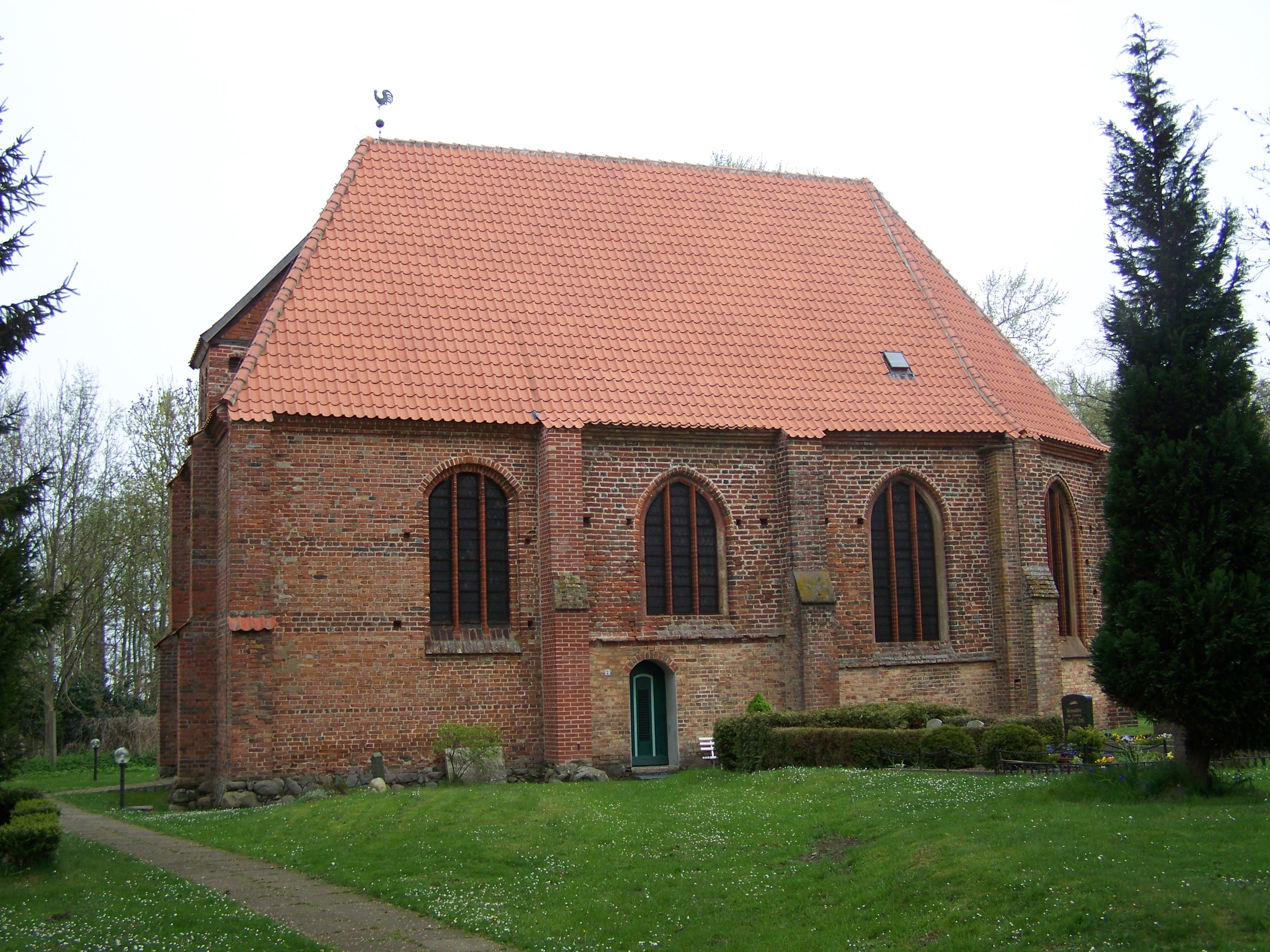
Die Ewaldskirche in Bodstedt

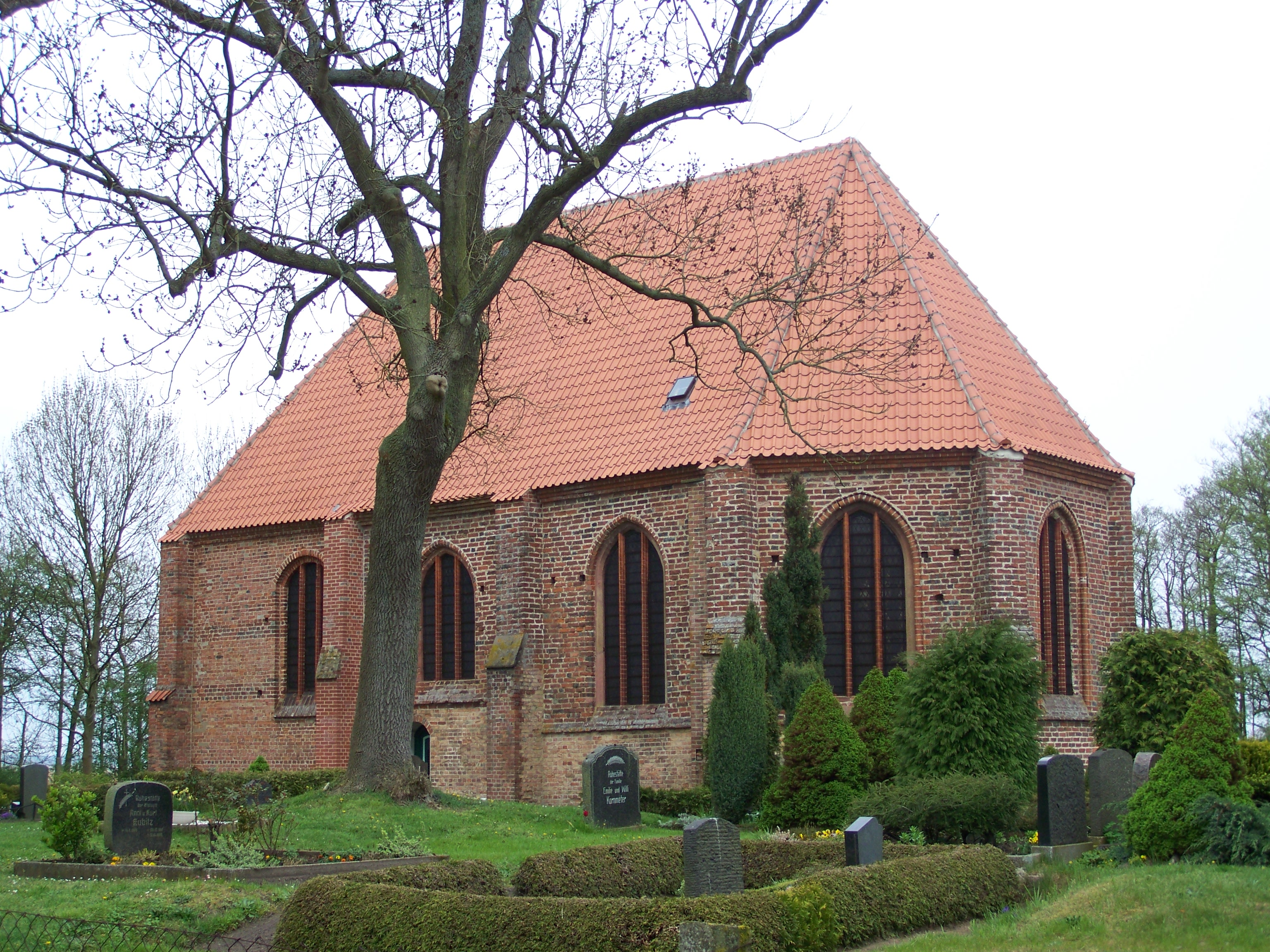
Die Ewaldskirche in Bodstedt

Die St.-Ewalds-Kirche Bodstedt ist eine aus dem 15. Jahrhundert stammende ehemalige Wallfahrtskapelle im Ortsteil Bodstedt der vorpommerschen Gemeinde Fuhlendorf.

## Geschichte
Im Jahr 1388 wurde erstmals eine Kirche in Bodstedt erwähnt. Der heutige Bau stammt aus dem 15. Jahrhundert: Nach 1465 wurde sie als Wallfahrtskapelle für St. Ewald (niederdeutsche Form für den heiligen Ubald von Gubbio) errichtet. Dies geschah nach einer Rettung aus Seenot im Januar 1457. Als Wallfahrtsort wird Bodstedt zwischen 1474 und 1508 bezeugt.
1785 wurde das westliche Joch mit dem Rundbogenfenster angefügt.
Während der französischen Besetzung 1807 bis 1810 wurde Danckwardt durch sein beherztes Auftreten als der „Pfarrer von Bodstedt“ bekannt.

## Ausstattung
Nur die neuneckige Tauffünte aus Granit und die filigrane Wandmalerei an der Nordseite sind von der mittelalterlichen Ausstattung erhalten. Das übrige Inventar ist ebenso barock wie die mit Akanthusmalereien verzierte Balkendecke.
Die mit biblischen Szenen und Evangelistenbildern geschmückte Kanzel, der Pultengel und ein Tafelbild mit der Taufe Jesu stammen aus dem späten 17. Jahrhundert. Der Altaraufsatz von 1741 zeigt ein Abendmahlsbild und oben als Figurengruppe die Verklärung des Herrn: Jesus zwischen Moses und Elias vor den drei Jüngern Petrus, Jakobus und Johannes.
1934 fertigte Bernhard Hopp die figürlichen Wandmalereien. Die Schiffsmodelle unterhalb der Kanzel stammen ebenfalls aus dem 20. Jahrhundert. Am Backsteinbau findet sich eine Flutmarke aus dem Jahr 1872.

## Orgel
Die Orgel mit neun Registern auf zwei Manualen und Pedal wurde 1887 vom Stralsunder Orgelbauer Friedrich Albert Mehmel gebaut und in den Jahren 1987 und 2010 restauriert.

## Pfarrer
- Andreas Johann Möller, vor 1787
- Joachim Gottfried Danckwardt, von 1787 bis 1813

## Gemeinde
Die Kirchengemeinde Bodstedt-Flemendorf-Kenz gehört seit 2012 zur Propstei Stralsund im Pommerschen Evangelischen Kirchenkreis der Evangelisch-Lutherischen Kirche in Norddeutschland. Vorher gehörte sie zum Kirchenkreis Stralsund der Pommerschen Evangelischen Kirche.
Die Kirchengemeinden Bodstedt, Flemendorf und Kenz haben sich im Sommer 2013 zusammengeschlossen.